# Relacja pusta
Relacja pusta – relacja, która nie zachodzi dla żadnego elementu zbioru, na którym jest rozpatrywana.

## Definicja
Niech {\displaystyle A_{1},\dots ,A_{n}} będą dowolnymi zbiorami oraz {\displaystyle A=A_{1}\times \ldots \times A_{n}.} Relację {\displaystyle n}-argumentową {\displaystyle \varrho \subseteq A} nazywa się pustą, jeżeli {\displaystyle \varrho =\varnothing .}
Oznacza to, że nie istnieje taki element {\displaystyle (a_{1},a_{2},\dots ,a_{n})\in A,} że zachodzi {\displaystyle \varrho (a_{1},a_{2},\dots ,a_{n}),} czyli żadna uporządkowana krotka {\displaystyle n}-elementowa nie należy do relacji {\displaystyle \varrho .}

## Własności
- Relacja pusta jest podzbiorem każdego zbioru (czyli na każdym zbiorze można określić relację pustą).
- Relacja pusta jest: symetryczna, antysymetryczna, przeciwsymetryczna, przeciwzwrotna, przechodnia.
- Relacja pusta nie jest spójna i nie jest zwrotna, chyba że rozpatrujemy ją jako podzbiór zbioru pustego.
- Relacja pusta jest prawostronnie i lewostronnie jednoznaczna, a zatem jest funkcją (dokładniej – funkcją pustą).